# Adrienn Hegedűs
Adrienn Hegedűs (* 26. Dezember 1977 in Budapest) ist eine ehemalige ungarische Tennisspielerin.

## Karriere
Hegedűs gewann während ihrer Karriere elf Einzel- und sieben Doppeltitel des ITF Women’s Circuits. Auf der WTA Tour sah man sie erstmals im Hauptfeld bei den Copa Colsanitas 1999, zusammen mit Tracy Singian im Doppel. In der ersten Runde gewannen sie gegen Ľudmila Cervanová/Conchita Martínez Granados mit 6:4 und 7:6. Im Viertelfinale verloren sie dann gegen Alice Canepa/Tathiana Garbin mit 6:7 und 2:6
Sie spielte 1998 für die ungarische Fed-Cup-Mannschaft, konnte aber keine ihrer zwei Partien gewinnen.

## Erfolge

### Einzel

#### Turniersiege
| Nr. | Datum         | Turnier         | Kategorie   | Belag           | Finalgegnerin          | Ergebnis      |
| --- | ------------- | --------------- | ----------- | --------------- | ---------------------- | ------------- |
| 1.  | Februar 1997  | Reakjavik       | ITF $10.000 | Teppich (Halle) | Marylene Losey         | 6:2, 6:4      |
| 2.  | Mai 1997      | Brixen im Thale | ITF $10.000 | Sand            | Adriana Barna          | 6:3, 6:3      |
| 3.  | August 1997   | Samut Prakan    | ITF $10.000 | Hartplatz       | Suvimol Duangchan      | 6:4, 6:4      |
| 4.  | August 1997   | Bangkok         | ITF $10.000 | Hartplatz       | Kim Eun-kyung          | 6:0, 6:3      |
| 5.  | August 1998   | Maribor         | ITF $10.000 | Sand            | Katalin Miskolczi      | 7:5, 6:2      |
| 6.  | März 1999     | Petroupoli      | ITF $10.000 | Sand            | Marina Lazarovska      | 7:5, 6:3      |
| 7.  | April 2000    | Filothei        | ITF $10.000 | Sand            | Marina Lazarovska      | 7:62, 6:1     |
| 8.  | Oktober       | Antalya         | ITF $10.000 | Sand            | Swetlana Kriwentschewa | 7:64, 7:5     |
| 9.  | November 2000 | Kairo           | ITF $10.000 | Sand            | Daniela Klemenschits   | 4:0, 4:0, 5:3 |
| 10. | November 2000 | al-Mansura      | ITF $10.000 | Sand            | Giulia Meruzzi         | 4:2, 5:3, 4:1 |
| 11. | August 2001   | Alghero         | ITF $25.000 | Hartplatz       | Flavia Pennetta        | 6:4, 6:4      |

#### Finalteilnahmen
| Nr. | Datum          | Turnier  | Kategorie   | Belag           | Siegerin        | Ergebnis       |
| --- | -------------- | -------- | ----------- | --------------- | --------------- | -------------- |
| 1.  | Februar 1998   | Istanbul | ITF $10.000 | Teppich (Halle) | Abigail Tordoff | 3:6, 3:6       |
| 2.  | September 2000 | Pilsen   | ITF $25.000 | Sand            | Alena Vašková   | 4:57, 2:4, 1:4 |

### Doppel

#### Turniersiege
| Nr. | Datum          | Turnier   | Kategorie   | Belag           | Partnerin            | Finalgegnerinnen                      | Ergebnis       |
| --- | -------------- | --------- | ----------- | --------------- | -------------------- | ------------------------------------- | -------------- |
| 1.  | Februar 1998   | Istanbul  | ITF $10.000 | Teppich (Halle) | Gabriela Navrátilová | Olga Blahotová Hana Šromová           | 6:4, 4:6, 6:2  |
| 2.  | März 1999      | Buchen    | ITF $10.000 | Teppich (Halle) | Anna Żarska          | Angelika Bachmann Lisa Fritz          | 6:4, 6:2       |
| 3.  | Februar 2000   | Ljubljana | ITF $10.000 | Teppich (Halle) | Nadseja Astrouskaja  | Olga Blahotová Hana Šromová           | 7:5, 6:3       |
| 4.  | Februar 2000   | Buchen    | ITF $10.000 | Teppich (Halle) | Maaike Koutstaal     | Magdalena Kučerová Ludmila Richterová | 6:4, 6:2       |
| 5.  | Mai 2000       | Biella    | ITF $10.000 | Sand            | Kirstin Freye        | Eva Fislová Zuzana Hejdová            | 6:2, 6:4       |
| 6.  | September 2000 | Antalya   | ITF $10.000 | Hartplatz       | Bianca Cremer        | Maša Vesenjak Urška Vesenjak          | 6:4, 6:4       |
| 7.  | November 2000  | Kairo     | ITF $10.000 | Sand            | Daniela Klemenschits | Giulia Meruzzi Monica Scartoni        | 5:45, 4:2, 4:0 |